# Supercopa MX 2014
De Supercopa MX 2014 was de eerste editie van de nationale supercup van Mexico, georganiseerd door de Mexicaanse voetbalbond. De wedstrijd was een tweeluik, met de heenwedstrijd op 9 juli 2014 en de terugwedstrijd op 12 juli. De Supercopa was een ontmoeting tussen de winnaar van de Copa MX in de Apertura 2013, Monarcas Morelia en de winnaar van de Copa MX in de Clausura 2014, Club Tigres. De supercup werd met 5–4 gewonnen door Morelia, nadat het in de eerste (thuis)wedstrijd met 4–1 had gewonnen en drie dagen later met 3–1 verloor. Na de Supercopa, dat dienstdeed als seizoensopener in het Mexicaanse competitievoetbal, speelden Morelia en Club Tigres een week later hun eerste competitiewedstrijden van de Liga MX 2014/15. Morelia speelde met 0–0 gelijk tegen Deportivo Toluca FC; ook Tigres beleefde een doelpuntloos gelijkspel in de uitwedstrijd tegen Atlas Guadalajara. In de Supercopa MX 2015, gespeeld in juli 2015, kwam Morelia opnieuw in actie, wederom op basis van de bekerwinst in de Apertura 2013.

## Wedstrijddetails
|                       |                                                  |       |             |                                                                              |
| 9 juli 2014 20:00 uur | Monarcas Morelia                                 | 4 – 1 | Club Tigres | Estadio Morelos, Morelia Toeschouwers: 12.687 Scheidsrechter: Luis Santander |
| 9 juli 2014 20:00 uur | Fernández 14' Zárate 57' Pereira 67' Riascos 75' |       | 56' Burbano | Estadio Morelos, Morelia Toeschouwers: 12.687 Scheidsrechter: Luis Santander |

| Morelia | Club Tigres |

| GK             | 1  | Carlos Felipe Rodríguez |         |
| DF             | 6  | Joel Huiqui             |         |
| DF             | 3  | José Antonio Olvera     | 63'     |
| DF             | 2  | Ignacio González        |         |
| DF             | 24 | Rodrigo Godínez         |         |
| MF             | 26 | Christian Valdez        |         |
| MF             | 8  | Hamilton Pereira        |         |
| MF             | 13 | Jorge Zárate            | 82'     |
| MF             | 22 | Armando Zamorano        | 88'     |
| FW             | 20 | Duvier Riascos          | 76'     |
| FW             | 18 | Oscar Fernández         | 89'     |
| Wisselspelers: |    |                         |         |
| GK             | 16 | Alexandro Álvarez       |         |
| DF             | 4  | Luis Fernando Silva     | 76' 86' |
| DF             | 5  | Carlos Guzmán           |         |
| MF             | 11 | Luis Ángel Morales      | 82'     |
| MF             | 17 | Hibert Ruiz             |         |
| FW             | 27 | Miguel Sansores         |         |
| FW             | 20 | Víctor Guajardo         |         |
| Coach:         |    |                         |         |
| Ángel Comizzo  |    |                         |         |

| GK               | 20 | Sergio García Nario   |     |
| DF               | 3  | Juninho               | 53' |
| DF               | 4  | Hugo Ayala            |     |
| DF               | 6  | Jorge Torres Nilo     |     |
| DF               | 14 | Jorge Iván Estrada    |     |
| MF               | 11 | Damián Álvarez        |     |
| MF               | 5  | Egidio Arévalo        |     |
| MF               | 18 | Guido Pizarro         | 71' |
| MF               | 10 | Hernán Burbano        |     |
| FW               | 33 | Emanuel Villa         |     |
| FW               | 9  | Marco Ruben           |     |
| Wisselspelers:   |    |                       |     |
| GK               | 21 | Aarón Fernández       |     |
| DF               | 24 | José Arturo Rivas     |     |
| DF               | 25 | Antonio Briseño       |     |
| MF               | 18 | José Francisco Torres | 71' |
| MF               | 23 | Édgar Lugo            |     |
| MF               | 98 | Ramón García          |     |
| FW               | 16 | Hérculez Gómez        |     |
| Coach:           |    |                       |     |
| Ricardo Ferretti |    |                       |     |

|                        |                                     |       |                  | |
| 12 juli 2014 19:00 uur | Club Tigres                         | 3 – 1 | Monarcas Morelia | Estadio Universitario, San Nicolás de los Garza Toeschouwers: 34.430 Scheidsrechter: Fernando Guerrero |
| 12 juli 2014 19:00 uur | Burbano 15' Juninho 63' (pen.), 81' |       | 77' Riascos      | Estadio Universitario, San Nicolás de los Garza Toeschouwers: 34.430 Scheidsrechter: Fernando Guerrero |

| Club Tigres | Morelia |

| GK               | 20 | Sergio García Nario   |     |
| DF               | 3  | Juninho               |     |
| DF               | 4  | Hugo Ayala            |     |
| DF               | 6  | Jorge Torres Nilo     | 67' |
| DF               | 14 | Jorge Iván Estrada    | 80' |
| MF               | 11 | Damián Álvarez        | 35' |
| MF               | 5  | Egidio Arévalo        |     |
| MF               | 18 | Guido Pizarro         | 22' |
| MF               | 10 | Hernán Burbano        |     |
| FW               | 33 | Emanuel Villa         | 69' |
| FW               | 9  | Marco Ruben           |     |
| Wisselspelers:   |    |                       |     |
| GK               | 21 | Aarón Fernández       |     |
| DF               | 24 | José Arturo Rivas     |     |
| DF               | 25 | Antonio Briseño       |     |
| MF               | 18 | José Francisco Torres | 80' |
| MF               | 23 | Édgar Lugo            | 35' |
| MF               | 98 | Ramón García          |     |
| FW               | 16 | Hérculez Gómez        |     |
| Coach:           |    |                       |     |
| Ricardo Ferretti |    |                       |     |

| GK             | 1  | Carlos Felipe Rodríguez |     |
| DF             | 6  | Joel Huiqui             | 44' |
| DF             | 2  | Ignacio González        | 27' |
| DF             | 24 | Rodrigo Godínez         | 20' |
| DF             | 26 | Christian Valdez        |     |
| MF             | 28 | Carlos Adrián Morales   | 57' |
| MF             | 8  | Hamilton Pereira        |     |
| MF             | 13 | Jorge Zárate            | 65' |
| MF             | 22 | Armando Zamorano        | 87' |
| FW             | 20 | Duvier Riascos          | 36' |
| FW             | 31 | Oscar Fernández         | 55' |
| Wisselspelers: |    |                         |     |
| GK             | 16 | Alexandro Álvarez       |     |
| DF             | 3  | José Antonio Olvera     | 87' |
| DF             | 4  | Luis Fernando Silva     |     |
| DF             | 5  | Carlos Guzmán           | 27' |
| MF             | 17 | Hibert Ruiz             |     |
| FW             | 27 | Miguel Sansores         |     |
| FW             | 30 | Víctor Guajardo         | 65' |
| Coach:         |    |                         |     |
| Ángel Comizzo  |    |                         |     |